# القوات المسلحة الغينية
القوات المسلحة الغينية (بالفرنسية: Forces armées guinéennes)‏ هي القوات المسلحة لغينيا. وهي مسؤولة عن الأمن الإقليمي لحدود غينيا والدفاع عن البلد ضد الاعتداءات الخارجية والعدوان.

### الميليشيا

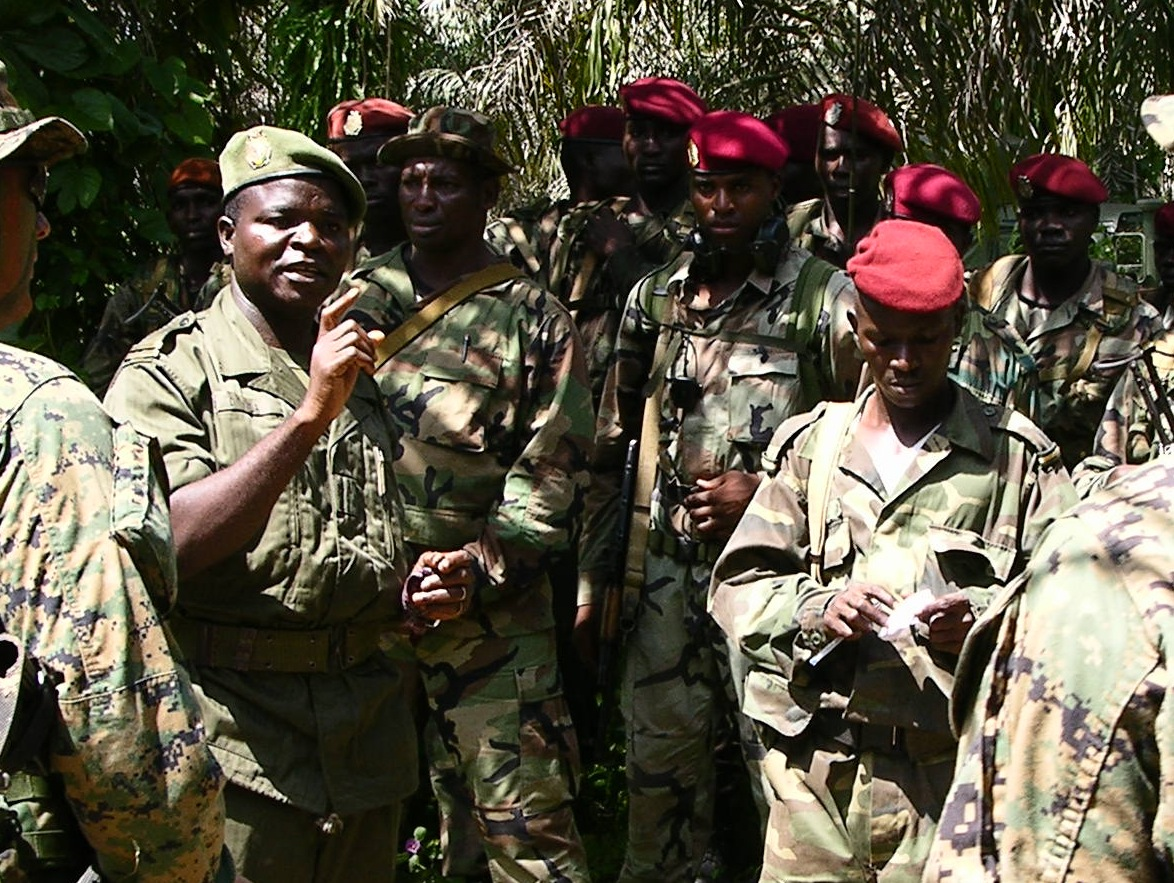
جندي غيني يترجم لجنود آخرين خلال مناورة مشتركة بين الولايات المتحدة وغينيا، 2005.

### الثمانينيات وكونتي

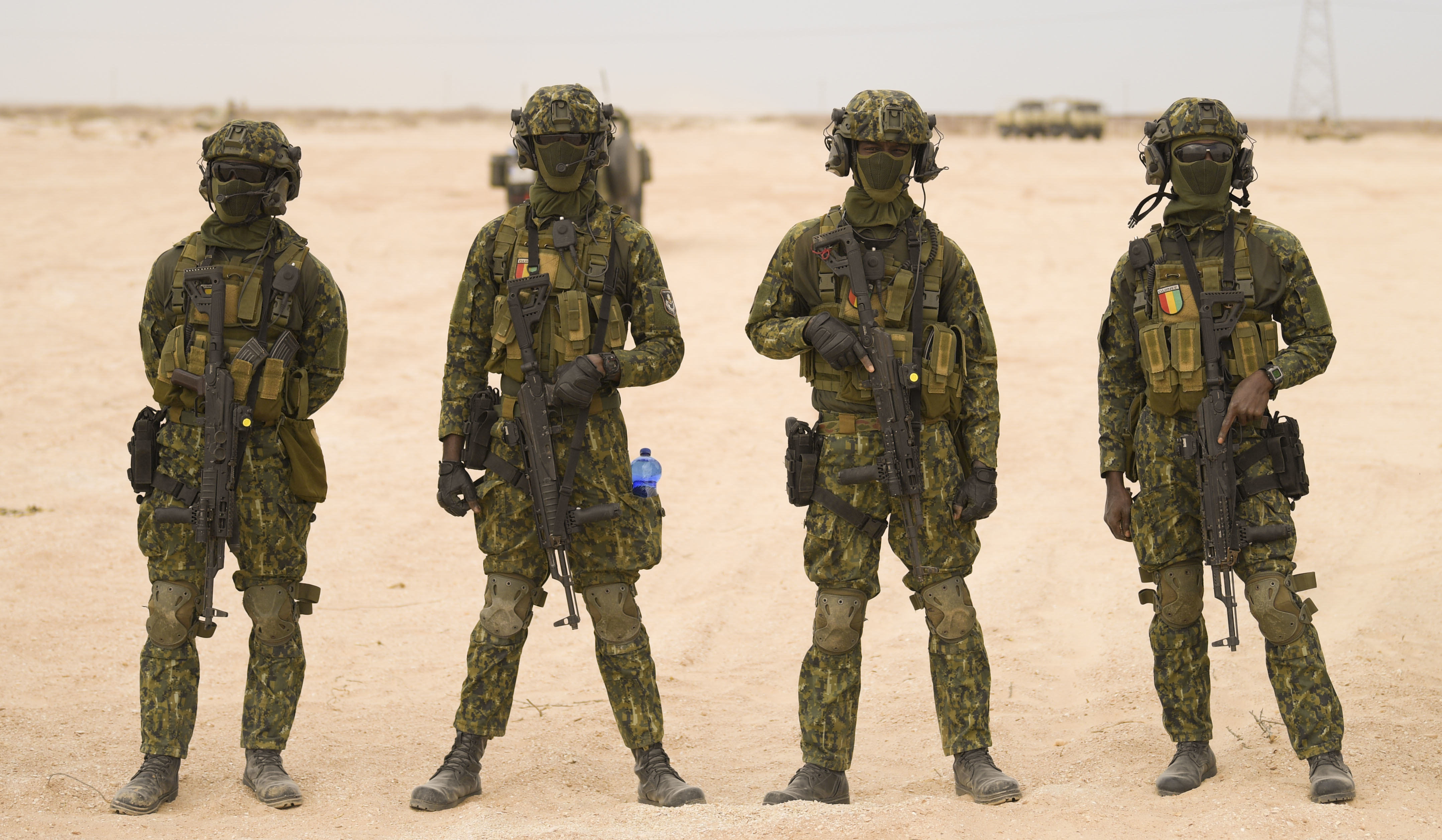
جنود القوات الخاصة الغينية.

## تكوين

### القوات الجوية

#### المخزون

راونديل غينيا

| الطائرات        | الأصل             | النوع     | المتغير       | في الخدمة | ملحوظات |      |
| قتال            | قتال              | قتال      | قتال          | قتال      | قتال    | قتال |
| --------------- | ----------------- | --------- | ------------- | --------- | ------- | ---- |
| ميج 21          | الإتحاد السوفييتي | مقاتل     |               | 3         |         |      |
| طائرات هليكوبتر |                   |           |               |           |         |      |
| ميل مي 17       | روسيا             | المواصلات |               | 2         |         |      |
| ميل مي 24       | روسيا             | هجوم      | من طراز Mi-25 | 3         |         |      |
| SA 330 Puma     | فرنسا             | المواصلات |               | 3         |         |      |

### الجيش
هناك أربع مناطق عسكرية - الناحية العسكرية الأولى: كينديا ؛ الناحية العسكرية الثانية: لابيه ؛ الناحية العسكرية الثالثة: كانكان ؛ الناحية العسكرية الرابعة: نزيريكوري، بالإضافة إلى كوناكري منطقة خاصة. يقال إن المعدات تتضمن 30 دبابة تي-34، و 8 دبابات تي-55 (IISS 2012)، ودبابات خفيفة بي تي-76 (أُبلغ عن 15 دبابة في الخدمة من قبل المعهد الدولي للدراسات الاستراتيجية (IISS) Military Balance 2012).

#### الأسلحة
| الاسم                         | الأصل             | النوع                      | المقتنى         | الملحوظات                        |                 |                 |
| عربة قتال مصفحة               | عربة قتال مصفحة   | عربة قتال مصفحة            | عربة قتال مصفحة | عربة قتال مصفحة                  | عربة قتال مصفحة | عربة قتال مصفحة |
| ----------------------------- | ----------------- | -------------------------- | --------------- | -------------------------------- | --------------- | --------------- |
| تي 54                         | الإتحاد السوفييتي | دبابة قتال رئيسية          | 8               |                                  |                 |                 |
| تي -34-85                     | الإتحاد السوفييتي | خزان متوسط                 | 45              | تم الحصول عليها من تشيكوسلوفاكيا |                 |                 |
| بي تي-76                      | الإتحاد السوفييتي | دبابة خفيفة برمائية        | 20              |                                  |                 |                 |
| غاز تيجر                      | روسيا             | سيارة مصفحة                | 4               |                                  |                 |                 |
| مامبا ناقلة جنود مدرعة        | جنوب أفريقيا      | ناقلة جنود مدرعة           | 32              |                                  |                 |                 |
| بي تي أر-40                   | الإتحاد السوفييتي | ناقلة جنود مدرعة البرمائية | 16              |                                  |                 |                 |
| بي تي أر-50                   | الاتحاد السوفييتي | ناقلة جنود مدرعة البرمائية | 10              |                                  |                 |                 |
| بي تي أر-60                   | الاتحاد السوفييتي | ناقلة جنود مدرعة البرمائية | 8               |                                  |                 |                 |
| بي أر دي إم-1 / بي أر دي إم-2 | الاتحاد السوفييتي | مركبة برمائية              | 29              | مركبة استطلاع                    |                 |                 |
| بانهارد AML90                 | فرنسا             | سيارة مصفحة                | 2               |                                  |                 |                 |
| سلاح المدفعية                 |                   |                            |                 |                                  |                 |                 |
| م - 46                        | الاتحاد السوفييتي | مدفع ميداني عيار 130 ملم   | 12              |                                  |                 |                 |
| م -43                         | الإتحاد السوفييتي | 160 ملم هاون               | 20              |                                  |                 |                 |
| UBM-52                        | الاتحاد السوفييتي | هاون عيار 120 ملم          | 40              | تم الحصول عليها من كرواتيا       |                 |                 |
| BM-27 / 9P140                 | الاتحاد السوفييتي | MLRS                       | 3               |                                  |                 |                 |

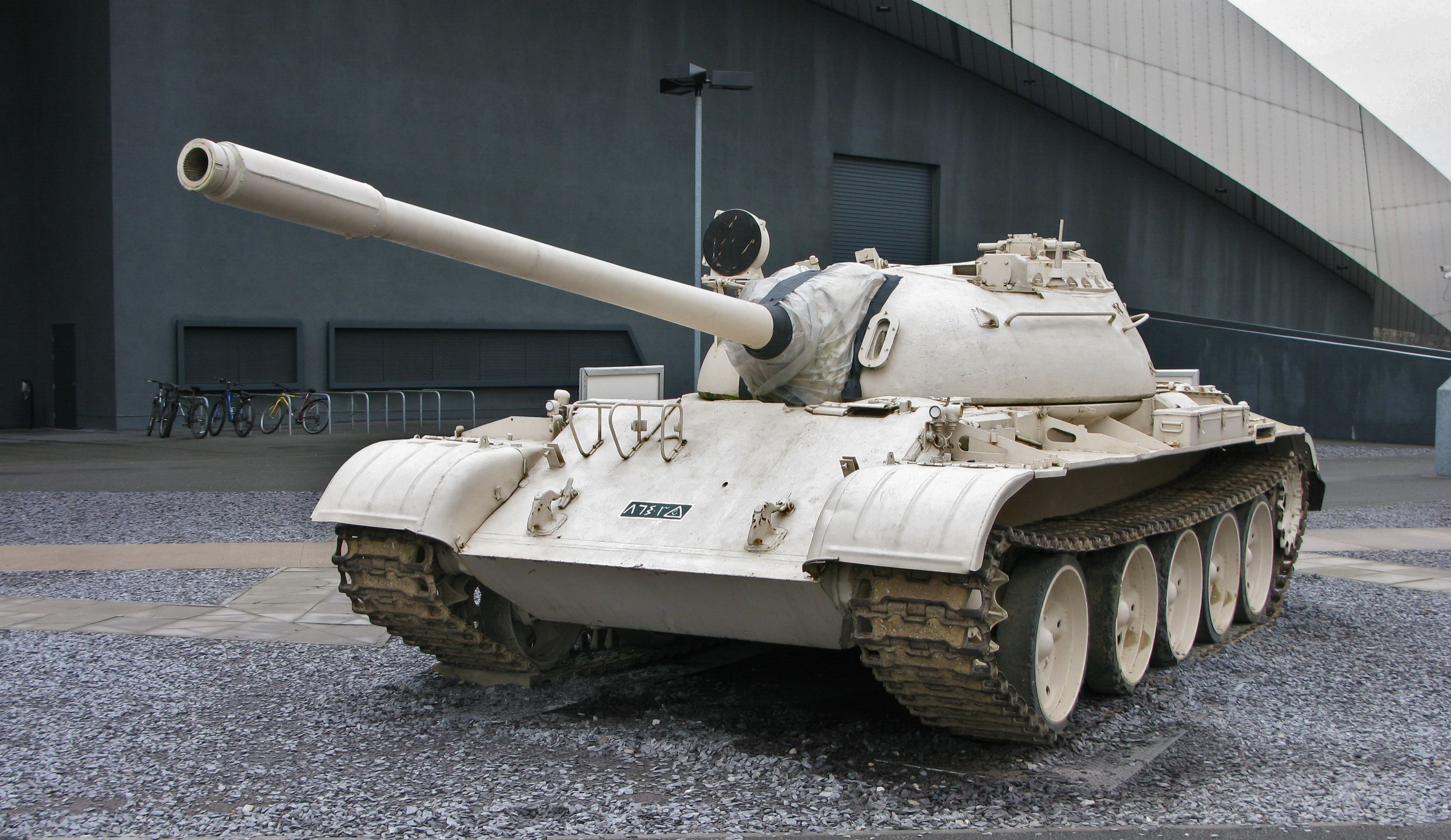
دبابة القتال الرئيسية T-55

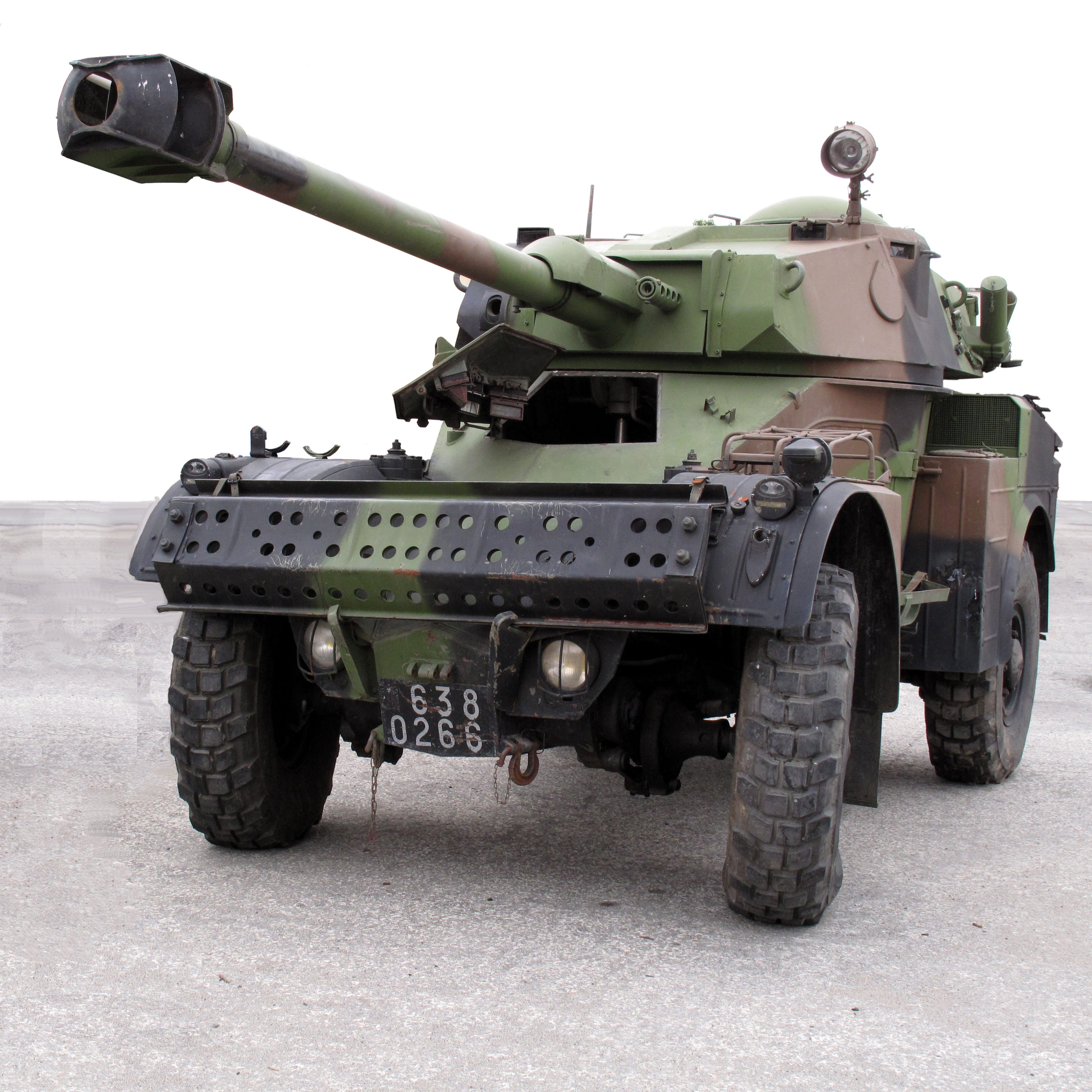
سيارة مصفحة AML-90

المصدر: IISS Military Balance 2012، 438. غير شامل.

### القوات البحرية
تضم البحرية حوالي 900 فرد وتدير عدة زوارق دورية صغيرة وصنادل.